# 上海亞洲控股
上海亞洲控股有限公司，簡稱上海亞洲控股（英語：Shanghai Asia Holdings Limited，SGX：T57），在1994年由新加坡新東洋鋁業有限公司，以及聯通JST紙業有限公司組成專門在中國內地經營生產及銷售煙草包裝產品。
現時由劉建忠（首席執行官）主理，總部位於江阴锡澄路283号，以及47 Scotts Road, Goldbell Towers, #04-02 Singapore 228233。該股份在2004年10月1日於新加坡交易所主板上市，招股價為0.28坡元，配售股份為129,800,000股，集資額為36,344,000坡元。

## 連結
- SAH.com.sg